# Beáta Dubasová
Beáta Dubasová est une auteure-compositrice-interprète et chanteuse slovaque née le 14 mai 1963 à Stropkov.

## Carrière
Elle commence sa carrière professionnelle en 1984, grâce à la sortie de ses deux chansons Maznáčik et Účesy. Cela la propulse sur l'avant de la scène pop slovaque et la rend populaire fin des années 1980 et début des années 1990.
Parmi ses chansons les plus connues on peut également citer Vráť mi tie hviezdy, sortie en 1993,.

## Discographie
- 1984 : Maznáčik
- 1984 : Oriešky lásky
- 1986 : Rozmarný
- 1986 : My sa nedáme
- 1987 : Beáta
- 1987 : Peter, Vašo a Beáta deťom
- 1988 : Beáta - anglická verzia
- 1988 : Úschovňa pohľadov
- 1989 : Megamix
- 1989 : Muzikantské byty
- 1990 : Za dverami mojej izby
- 1994 : Modrý album
- 1996 : Išla myška briežkom
- 2000 : 7 dní
- 2001 : Beáta - to najlepšie
- 2006 : Ako chutí ráno
- 2007 : Best Of

## Sources
1. ↑  (sk) « Beáta Dubasová : Spievam stále s radosťou », sur Pravda.sk, 12 octobre 2007 (consulté le 16 octobre 2020).
2. ↑  (sk) « Beáta Dubasová », sur zoznam.sk (consulté le 7 juin 2023).